# Johannstein (hrad)
Johannstein je zřícenina hradu v Dolních Rakousích, asi osm kilometrů západně od Mödlingu, v nadmořském výšce 450 metrů.

## Historie
Hrad Johannstein byl postaven ve 12. století. Roku 1809 patřila zřícenina a sparbacherská obora rodině Lichtenštejnů. V letech 1995–2000 bylo provedeno stavební zabezpečení a restaurování dochovaného zdiva. Přístup je možný pouze v otevírací době obory.